# Mulheres na Guerra
46
Mulheres na Guerra (Women in War, no original em inglês) é um filme estadunidense de 1940, do gênero drama, dirigido por John H. Auerr e estrelado por Elsie Janis e Wendy Barrie.

## A produção
O filme foi um dos primeiros a mostrar o treinamento de enfermeiras em tempos de guerra e também um dos primeiros de Hollywood a recriar os bombardeios de Londres levados a cabo pelos nazistas.
A comediante da Broadway Elsie Janis, conhecida como "A Queridinha da AEF" desde a Primeira Guerra, fez aqui seu sétimo e último filme. Ela estava afastada das telas desde 1919.
Women in War foi agraciada pela Academia com uma indicação ao Oscar.

## Sinopse
Londres, Segunda Guerra Mundial. Para não ir para a prisão, Pamela Starr junta-se a um serviço auxiliar de enfermagem. O que ela não sabe é que sua chefe é, na verdade, sua mãe.

## Principais premiações
| Prêmio | Categoria                  | Situação |
| ------ | -------------------------- | -------- |
| Oscar  | Melhores Efeitos Especiais | Indicado |

## Elenco
| Ator/Atriz       | Personagem         |
| ---------------- | ------------------ |
| Elsie Janis      | O'Neil             |
| Wendy Barrie     | Pamela Starr       |
| Patric Knowles   | Tenente Larry Hall |
| Mae Clarke       | Gail Halliday      |
| Dennie Moore     | Ginger             |
| Dorothy Peterson | Irmã Frances       |
| Billy Gilbert    | Pierre             |
| Colin Tapley     | Capitão Tedford    |
| Stanley Logan    | Coronel Starr      |
| Barbara Pepper   | Millie             |
| Pamela Randell   | Phyllis Grant      |